# Годурово
Годурово (пол. Godurowo) — село в Польщі, у гміні П'яскі Гостинського повіту Великопольського воєводства.
Населення — 159 осіб (2011).
У 1975-1998 роках село належало до Лешненського воєводства.

## Демографія
Демографічна структура станом на 31 березня 2011 року:
|          | Загалом | Допрацездатний вік | Працездатний вік | Постпрацездатний вік |
| -------- | ------- | ------------------ | ---------------- | -------------------- |
| Чоловіки | 85      | 19                 | 57               | 9                    |
| Жінки    | 74      | 12                 | 49               | 13                   |
| Разом    | 159     | 31                 | 106              | 22                   |